# Jiří Pondělíček
Jiří Pondělíček (* 12. srpna 1964 Praha) je český politik, bývalý člen České strany národně socialistické a do května 2022 člen LEV 21 / NÁR.SOC., člen ČSNS.

## Životopis
Po ukončení základní docházky se v letech 1980-1983 vyučil knihkupcem a začal pracovat v oboru. Při zaměstnání studoval v letech 1983–1987 Střední knihovnickou školu v Praze, kterou ukončil maturitní zkouškou. V letech 1987–1989 vykonával základní vojenskou službu u spojovací brigády v Berouně. Po základní vojenské službě opět nastoupil v roce 1989 jako knihkupec. Od roku 1992 pak pracoval dále v oblasti knižního obchodu jako knihkupec, nebo jako pracovník nakladatelství a vydavatelství se specializací pro obchodní činnost. V současné době je pracovníkem velkoobchodní firmy, specializované na knižní trh.

## Politika
V roce 1994 vstoupil do Liberální strany národně sociální (LSNS), brzy byl zvolen do funkce předsedy obvodní organizace Praha 9 a rovněž se stal členem výkonného výboru Městské organizace Praha . V době sloučení se Svobodnými demokraty (SD-LSNS) byl členem Národně socialistického klubu, který uvnitř strany působil. Po slavnostním sjezdu strany v Dobříkově byl zvolen 1. místopředsedou Městské organizace Praha, později pak jejím předsedou. Strana tehdy změnila svůj název na Česká strana národně sociální (ČSNS). V roce 2006 přešel, tak jako mnoho dalších členů ČSNS do obnovené České strany národně socialistické (ČSNS 2005). Při ustavení pražské organizace byl zvolen jejím předsedou a rovněž je členem Ústřední rady. Byl zvolen i členem Předsednictva ústřední rady a od roku 2009 vykonával funkci tiskového mluvčího strany.
Ve volbách do Evropského parlamentu v květnu 2019 kandidoval na 9. místě kandidátky Národních socialistů, ale nebyl zvolen.